# Pheia gaudens
Pheia gaudens är en fjärilsart som beskrevs av Walker 1856. Pheia gaudens ingår i släktet Pheia och familjen björnspinnare. Inga underarter finns listade i Catalogue of Life.